# Chimonobambusa damingshanensis
Chimonobambusa damingshanensis ist eine Bambus-Art aus der Gattung Chimonobambusa mit 1,5 bis 2 Meter hohen Halmen und 15 bis 18 Zentimeter langen Halmblattspreiten. Das Verbreitungsgebiet der Art liegt nur im autonomen Gebiet Guangxi in China.

## Beschreibung
Chimonobambusa damingshanensis ist ausdauernd und bildet leptomorphe Rhizome. Die verholzenden Halme wachsen aufrecht, sie erreichen eine Höhe von 1,5 bis 2 Metern und einen Durchmesser von 0,6 bis 0,8 Zentimetern. Die Internodien sind stielrund, grün bis purpurn-grün und 10 bis 13 Zentimeter lang. Sie sind anfangs fein behaart und haben einen dunkelbraunen, filzigen Ring unter jedem Knoten. Die Knoten sind verdickt und flaumig behaart. Die ersten beiden nahe der Halmbasis stehenden Knoten bilden Luftwurzeln. Je Knospe werden ein, zwei oder drei horizontal zueinander stehende Seitenäste gebildet, die etwa gleich dick und dünner als der Halm sind. Die Halmscheiden sind bleibend, braun mit grauen Flecken und länger als die Internodien. Sie sind papierartig und dicht rauhaarig, Blattöhrchen fehlen. Das Blatthäutchen ist klein und bewimpert. Die Blattspreite ist linealisch, 3 bis 4 Millimeter lang und abfallend. Je Zweig werden vier bis sechs Laubblätter gebildet. Die Laubblattscheiden sind kahl, die Borsten an den Scheidenschultern (oral setae) purpurfarbig überlaufen und etwa 1,1 Zentimeter lang. Das Blatthäutchen ist häutig, ganzrandig, etwa 6 Millimeter lang und nicht bewimpert. Die Laubblattspreite ist lanzettlich, 15 bis 18 Zentimeter lang und 1,1 bis 1,3 Zentimeter breit und am Blatthäutchen abfallend. Querverlaufende Blattadern sind deutlich ausgebildet. Die Blattbasis hat eine kurze stielartige Verbindung zur Scheide.
Die Blütenstände bestehen nur aus wenigen Ährchen, an der Basis jedes Blütenstands stehen mehrere hüllspelzenähnliche Tragblätter. Die Ährchen sind sitzend, elliptisch, seitlich zusammengedrückt und etwa 12 Millimeter lang. Sie bilden an der Basis seitliche Knospen. Je Ährchen werden vier oder fünf fruchtbare Blütchen gebildet, das Blütchen an der Spitze ist reduziert und unfruchtbar. Bei Reife brechen die Ährchen an den einzelnen Blütchen auseinander. Je Ährchen werden zwei bleibende und sich ähnelnde Hüllspelzen gebildet, die kürzer als das Ährchen sind. Die Hüllspelzen sind lanzettlich, häutig, ungekielt und spitz. Die Deckspelze fruchtbarer Blütchen ist lanzettlich oder eiförmig, etwa 10 Millimeter lang, 3 bis 4 mm breit, papierartig, ungekielt und fünf- bis siebenfach geadert. Es werden sowohl Seitenadern als auch quer verlaufende Adern gebildet. Die Vorspelze ist 6 bis 7 Millimeter lang. Das unfruchtbare Blütchen ähnelt den fruchtbaren, ist jedoch nicht vollständig entwickelt. Je Blüte werden drei häutige und bewimperte Schwellkörper, drei Staubblätter, ein kleiner Griffel mit zwei Narben gebildet. Die Früchte sind Karyopsen mit fleischigem Perikarp.
Junge Sprosse erscheinen von August bis September.

## Verbreitung und Ökologie
Das natürliche Verbreitungsgebiet liegt in China im autonomen Gebiet Guangxi. Dort wächst die Art auf niedrigen Berghängen in einer Höhe von etwa 1300 Metern.

## Systematik und Forschungsgeschichte
Chimonobambusa damingshanensis ist eine Art aus der Gattung Chimonobambusa, Tribus Arundinarieae, Unterfamilie Bambus (Bambusoideae). Die Art wurde von Xue Jiru und Zhang Wei Ping 1988 im Journal of Bamboo Research Jahrgang 1988 Teil 3 Seite 5  erstbeschrieben. Synonyme der Art sind nicht bekannt.